# Partido Campesino Croata
El Partido Campesino Croata (croata: Hrvatska seljačka stranka, HSS) es un partido político de ideología agrarista y pro-UE de Croacia. Fue fundado en 1904 con el objetivo de defender el nacionalismo croata y a la clase campesina bajo dominio del Imperio austrohúngaro, y refundado en 1990 tras la abolición de la política de partido único impuesta por Tito en la Yugoslavia socialista.
Formación menor desde su creación hasta el final del periodo austrohúngaro, durante el periodo de entreguerras se convirtió en un partido de masas, el único de los territorios con población croata en Yugoslavia y el segundo del país. Su carismático fundador, Stjepan Radić, fue asesinado en 1928, dando paso a un segundo periodo bajo su sucesor Vladko Maček. Este fue el más complicado de su historia al tener que enfrentarse a la dictadura del monarca yugoslavo, Alejandro I, a la Gran Depresión, a la radicalización política de la época y finalmente a la guerra y a la imposición de un régimen comunista al finalizar esta.

## Primera etapa

### Fundación y primeros años
El Partido Campesino fue fundado en Zagreb el 22 de diciembre de 1904 por los hermanos Antun Radić y Stjepan Radić. Se presentó por primera vez a unas elecciones en el Reino de Croacia-Eslavonia (bajo soberanía del Imperio austrohúngaro) en 1906, sin lograr ningún escaño. Su popularidad fue en ascenso, y en los comicios de 1908 obtuvo dos escaños, y nueve en 1910 y 1911. Mientras Croacia permaneció bajo el dominio de Budapest y de Viena, el HSS luchó por una mayor autonomía para la nación, además de por los derechos de los campesinos y la reforma agraria. Su influencia en el Parlamento croata fue escaso hasta el final de la Primera Guerra Mundial por la enorme restricción del derecho al voto en la región, que dejaba al electorado natural del partido, el campesinado, fuera del mismo.
Tras la Primera Guerra Mundial y la disolución del Imperio austrohúngaro, el HSS recibió un importante apoyo popular y electoral para su defensa de un Estado croata independiente, y su oposición a la creación del Reino de los Serbios, Croatas y Eslovenos (que en realidad significó la unión del Estado de los Eslovenos, Croatas y Serbios, con el Reino de Serbia), pues el partido sostenía que sería dominado por Serbia. El partido se convirtió en la principal formación política en los territorios de población croata, manteniendo una ideología nacionalista y campesina a la vez que iba absorbiendo a los antiguos grupos políticos burgueses. Su dirigente Stjepan Radić, a pesar de una compleja mezcla de pacifismo, agrarismo, internacionalismo, nacionalismo croata y democracia y de sus abundantes cambios de táctica política, mantuvo hasta su muerte una enorme popularidad entre el campesinado croata.

### Reino de Yugoslavia

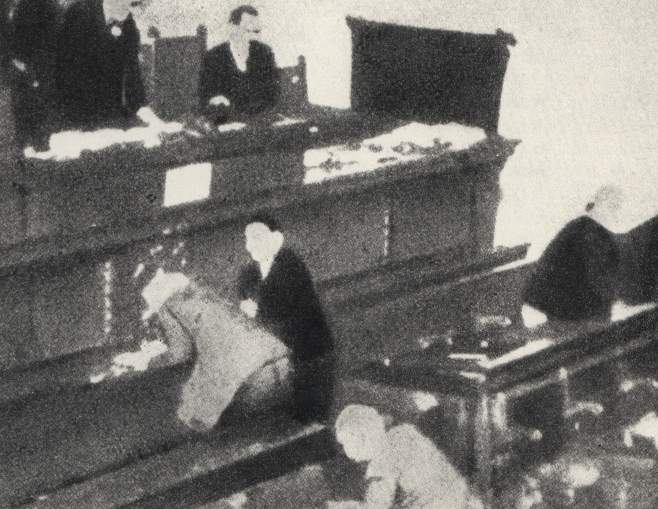
Asesinato de Stjepan Radić, líder del Partido Campesino Croata, en el parlamento yugoslavo, a cargo del diputado montenegrino Puniša Račić.

En 1921 mantuvo una efímera alianza con otros dos partidos minoritarios croatas, el Partido Puro por los Derechos, antecesor de los ustachas, y la Unión Croata, en el llamado Bloque Croata, que se disolvió el año siguiente.
Pese a sus reticencias, el reino fue confirmado, y el HSS se convirtió en un partido de oposición en el parlamento. El HSS abogó por un Estado federal en el que Croacia tuviese un estatuto de igualdad en relación con Serbia, reclamando una mayor autonomía y, finalmente, la independencia de Croacia. Con ese objetivo en mente, el HSS cambió su nombre a Partido Campesino Croata Republicano, hasta que las autoridades del rey Alejandro I obligaron a retirar la palabra "republicano" en 1925 por su connotación antimonárquica.
En la década de 1920 el gobierno del primer ministro yugoslavo Nikola Pasić trabajó para mantener el centralismo de supremacía serbia en el reino, intentando mantener a los nacionalismos de las demás etnias lejos del poder en Belgrado. La estrategia del partido en esa época fue la de boicotear las sesiones parlamentarias, lo que provocó que los políticos serbios aumentaran aún más el poder, y creó una importante inestabilidad y hostilidad política. El 20 de junio de 1928, en plena sesión parlamentaria, el diputado montenegrino Puniša Račić disparó sobre varios diputados croatas, muriendo dos en el acto e hiriendo de muerte a Radić. A raíz de estos sucesos, el rey Alejandro proclamó una dictadura real el 6 de enero de 1929. Poco después, el país pasó a llamarse Reino de Yugoslavia, y todos los partidos políticos fueron prohibidos.
Tras la muerte de Radic, el HSS volvió a aliarse temporalmente con otros partidos croatas y con los seguidores de Svetozar Pribićević, pero la coalición fue pasajera.
Algunas de las libertades políticas fueron restauradas en 1931, y el HSS, dirigido por Vladko Maček, volvió a entrar en la oposición. Maček demostró una gran capacidad de organización y habilidad política, lo que dio lugar a que el HSS recabase el apoyo de todas las clases sociales croatas, independientemente de su ideología. El HSS se convirtió también en el principal movimiento opositor al Reino de Yugoslavia. La habilidad de Maček llevó, en agosto de 1939, mediante un acuerdo con el primer ministro Dragiša Cvetković a la creación de la semiautónoma Banovina de Croacia, gobernada por el HSS. De esta forma, el HSS volvió a acatar el gobierno real.

### Segunda Guerra Mundial
Los acontecimientos se precipitaron abruptamente con el estallido de la Segunda Guerra Mundial y la invasión alemana de abril de 1941. Hitler ofreció gobernar Croacia a Maček, pero ante la renuncia de éste, otorgó el poder a Ante Pavelić, que apoyado en sus milicias Ustasha implantó un régimen genocida de corte fascista en el nuevo estado autónomo croata, el Estado Independiente de Croacia. Los miembros del partido se dividieron entre aquellos que simpatizaban con el movimiento fascista croata y aquellos cuyas creencias de izquierda les llevaron a unirse a los partisanos. Pero la mayoría de los partidarios de HSS se mantuvo pasiva y neutral durante la guerra. Oficialmente, la formación fue disuelta por las autoridades, que solo permitieron la pervivencia de su partido, el 11 de junio de 1941, pocos meses después de la independencia.
Después de la victoria comunista, el Partido Comunista de Yugoslavia de Tito estableció un régimen de partido único, y se declararon ilegales el resto de partidos políticos. Durante 45 años, la dirección del partido se mantuvo en el exilio: Maček lo representó en su exilio en Francia y Estados Unidos hasta su muerte en 1964, siendo sucedido por Juraj Krnjević, que asumió el cargo de líder hasta su muerte en 1988, solo un año antes del retorno de la formación a la vida pública croata.

## Segunda etapa
Con el advenimiento del multipartidismo en 1990, el HSS fue reconstituido y en las elecciones de 1990 obtuvo varios escaños en el Parlamento de Croacia. Se mantuvo en la oposición hasta las elecciones de 2000, cuando obtuvo tres carteras ministeriales como parte de su participación en la coalición con el Partido Socialdemócrata de Croacia, que logró la victoria en las elecciones.
En la actualidad, el HSS aboga por unas políticas favorables a la agricultura y un mayor intervencionismo económico del Estado.
En las elecciones de noviembre de 2003, el partido obtuvo el 7,2% del voto popular y 10 de los 151 escaños del parlamento (nueve escaños nacionales y un asiento de las minorías).
Antes de las elecciones parlamentarias de 2007, el HSS anunció una coalición con los partidos de oposición Alianza de Primorje-Gorski Kotar y Partido Social Liberal Croata. La coalición recibió el 6,5% de los votos y 8 de los 153 escaños (seis para el HSS en sí). Después de las elecciones entraron a formar parte de la coalición de gobierno de Ivo Sanader, y recibieron dos carteras ministeriales (agricultura y turismo). En las elecciones de 2011 el partido se presentó en solitario, consiguiendo solo el 3,0% de los votos y un único escaño.

## Presidentes
- Stjepan Radić (1904-1928)
- Vladko Maček (1928-1964)
- Juraj Krnjević (1964-1988)
- Drago Stipac (1991-1994)
- Zlatko Tomčić (1994-2005)
- Josip Friščić (2005-2012)
- Branko Hrg (2012-2016)
- Krešo Beljak (2016-)

## Resultados electorales

### Parlamento de Yugoslavia(1920-1941)
|  | 14.35 % |

|  | 21.76 % |

|  | 22.38 % |

|  | 15.81 % |

|  | 37.36 % |

|  | 44.90 % |

a Dentro de la Oposición Unida.

### Parlamento de Croacia
|  | 4.25 % |

|  | 18.26 % |

|  | 14.70 % |

|  | 7.15 % |

|  | 6.53 % |

|  | 3.00 % |

|  | 33.46 % |

|  | 33.82 % |

|  | 24.87 % |

|  | 25.40 % |

b En coalición con el Partido Social Liberal de Croacia (HSLS).
c Dentro de la Coalición Patriótica.
d Dentro de la Coalición Popular.
e Dentro de la Coalición Reiniciar.
f Dentro de la Coalición Ríos de Justicia.